# Europa latina

Localização da Europa latina no globo

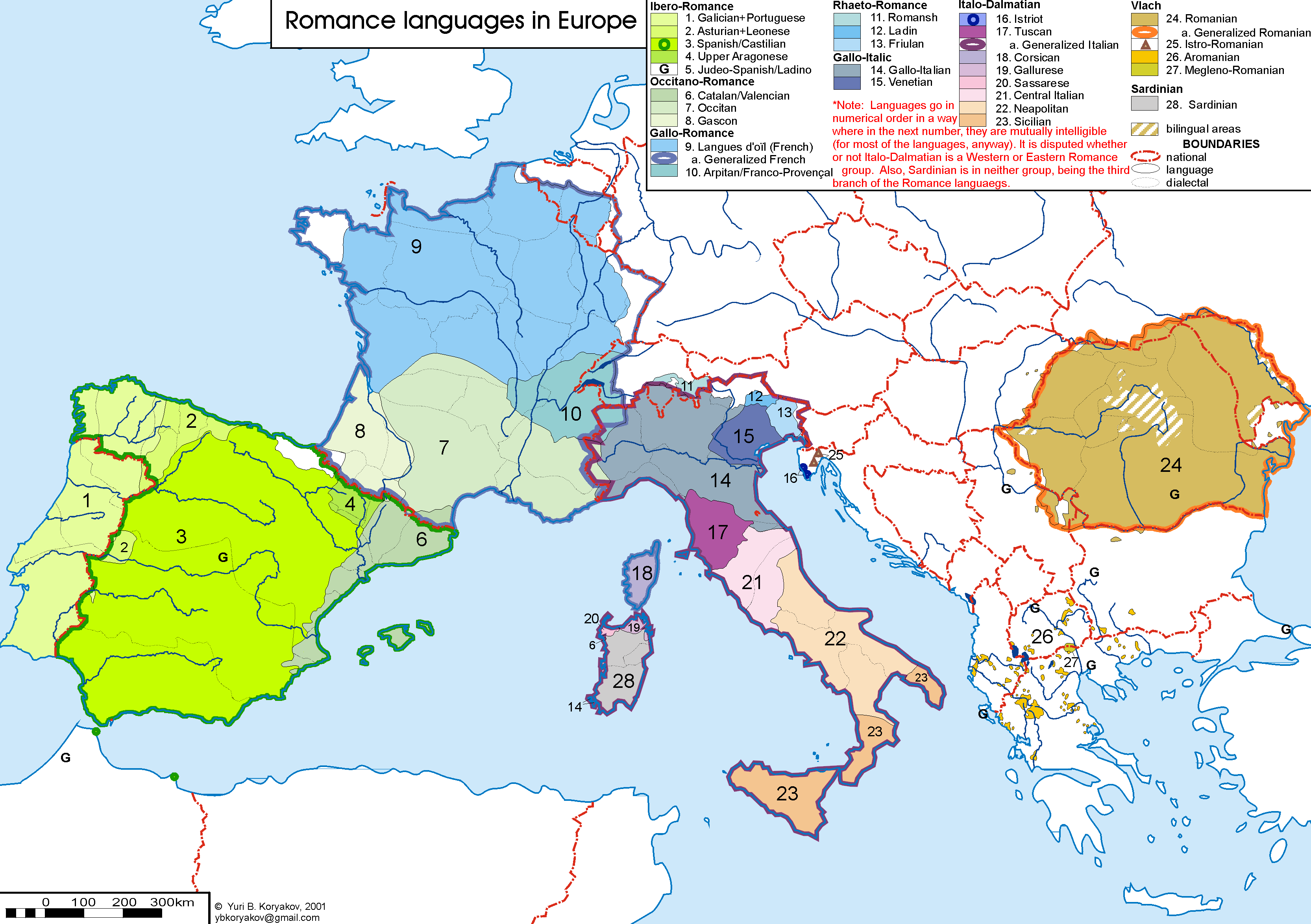
Línguas românicas na Europa do século XX.

A Europa latina (em francês: Europe latine; em romeno: Europa latină; em catalão: Europa llatina; em castelhano: Europa latina; em italiano: Europa latina; e em português: Europa latina) corresponde às nações e regiões da Europa onde são faladas as línguas românicas, isto é, os idiomas de origem latina. Corresponde ao conceito linguístico de România (não confundir com Romênia), que se refere ao conjunto de povos ou territórios onde se fala alguma das línguas romances.
Geralmente, a România, como área linguística, é dividida em România ocidental e România oriental, havendo todavia divergências entre os estudiosos quanto à  delimitação geográfica de uma e de outra. Em geral, a România oriental compreende a atual Romênia e, eventualmente, também o sul da Península Itálica. A România ocidental corresponde à Península Ibérica, à Récia e aos territórios da Gália Cisalpina (norte da atual Itália) e da transalpina (atual França mais uma parte do território da Bélgica e o oeste da Alemanha). Os estudiosos acreditam que tal divisão já estivesse estabelecida no fim do período do romance, que corresponde ao estado linguístico de transição entre o latim e as línguas românicas.
Trata-se geralmente de países católicos(à exceção da Romênia e da Moldávia), que, em virtude de seu legado romano e mediterrâneo, apresentam características culturais distintas dos povos da Europa germânica e da Europa eslava. Fala-se, de facto, de civilizações latina, germânica e eslava para designar as três grandes áreas culturais da Europa.
As culturas dos países da Europa latina foram em grande parte forjadas pela herança do Império Romano, do qual surge a expressão "latina". A Europa latina inclui principalmente a Itália, a França, Portugal, a Romênia e a Espanha, como também pequenos Estados como San Marino, o Vaticano, Andorra, a Moldávia e Mônaco. Pode-se também incluir as regiões francófonas da Bélgica (Valônia), Luxemburgo e da Suíça, como também o Tessino (italófono) na Suíça e regiões em que usam a língua Romanche também na Suíça. A maior parte desses países é membro da União Latina.